# Вторичный лес
Вторичный лес — лес, заново появившийся на месте первичного леса или лесистой местности, уничтоженных сильным стихийным бедствием или деятельностью человека.
В зависимости от вида леса, развитие первичных признаков может занять в разных ситуациях от столетия до нескольких тысячелетий. Леса с крепкоствольными породами в восточных районах США, к примеру, проявляют первые признаки коренного леса лишь через одно-два поколения деревьев, то есть через 150—500 лет.